# Iglesia de San Andrés (Pecharromán)

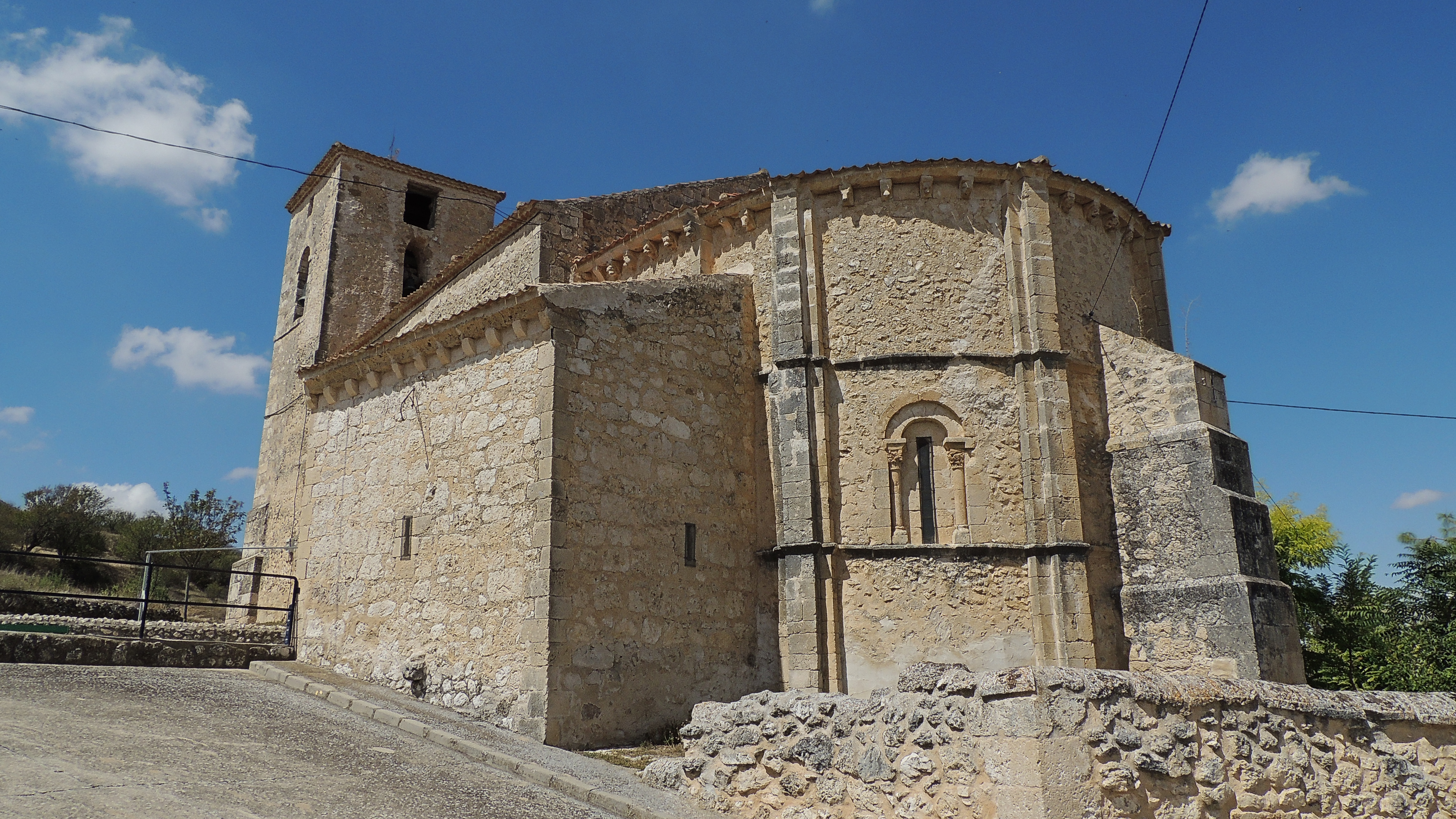
Vista general trasera

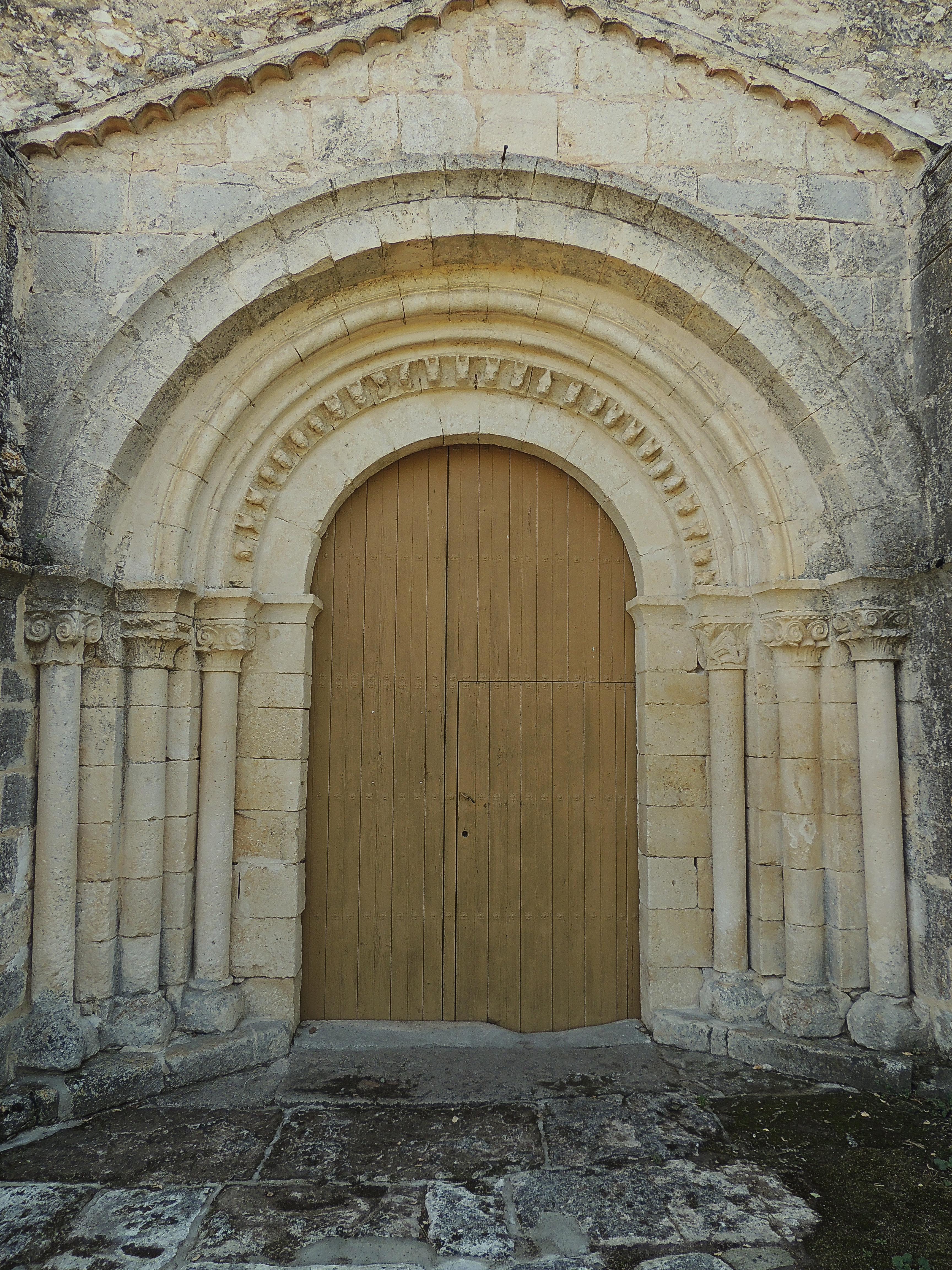
Portada

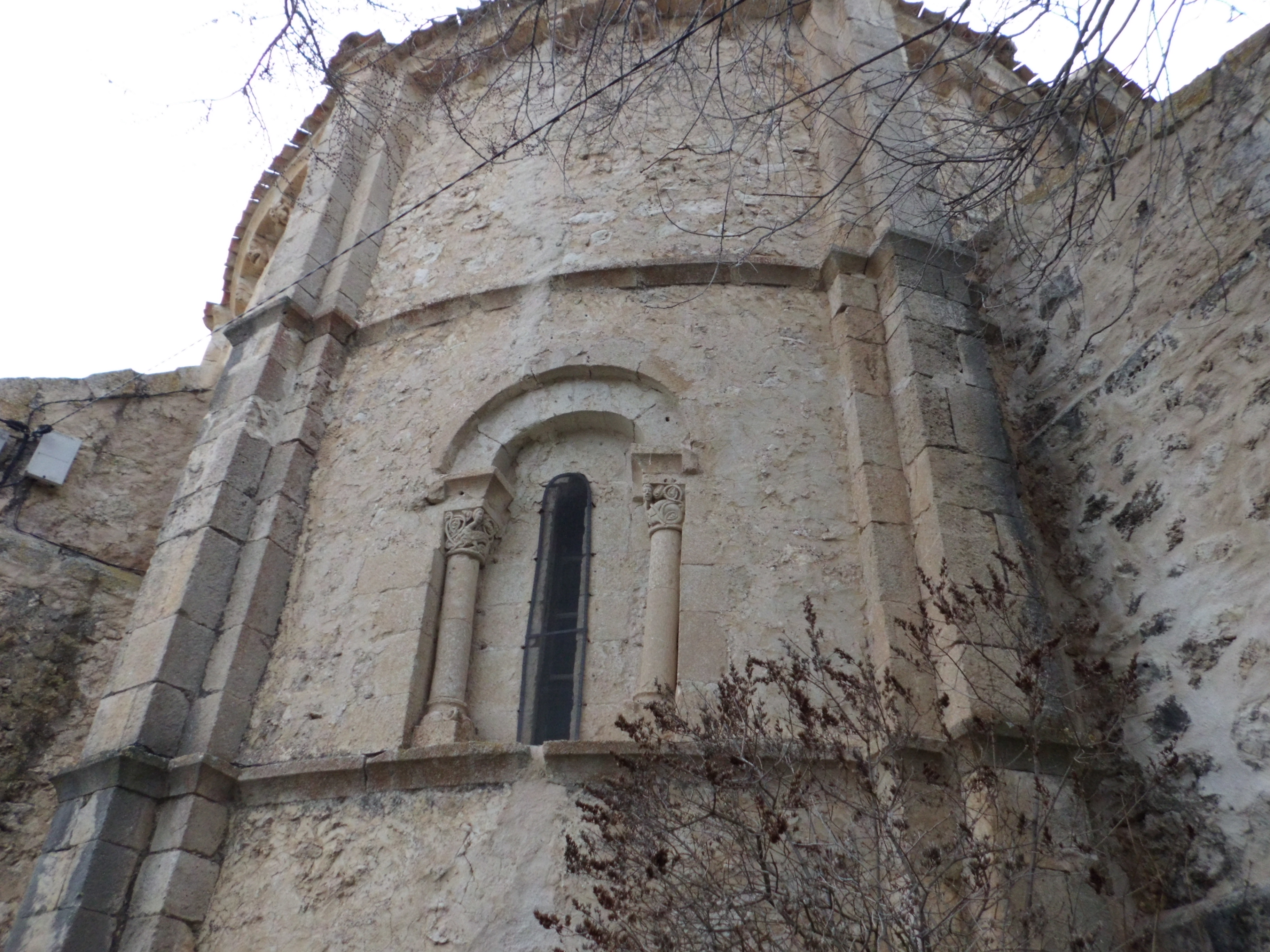
Ventana lateral del ábside. A la derecha se ve algo del contrafuerte añadido en la parte central

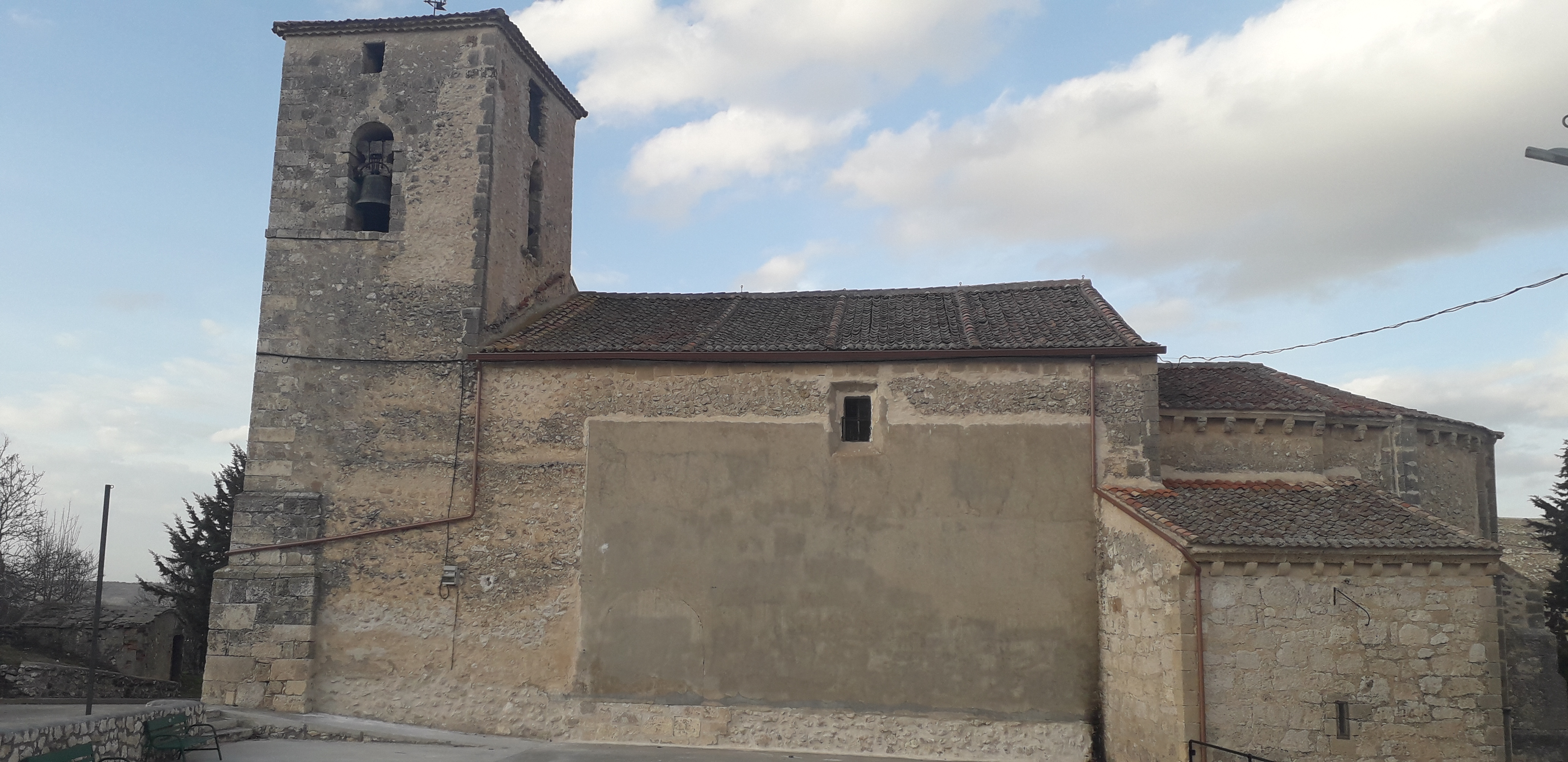
Pared exterior de la iglesia habilitada como frontón de Pelota segoviana

San Andrés es una iglesia católica, de estilo románico que se encuentra en la localidad de Pecharromán,  perteneciente al municipio de Valtiendas, en la provincia de Segovia. Aunque en los tiempos presentes este lugar está casi deshabitado (en el 2012 contaba con 24 habitantes), fue un punto importante en la época de la repoblación y como consecuencia se edificó este templo de buen tamaño y buena factura.

## Contexto histórico
En la Edad Media Pecharromán pertenecía al alfoz de Fuentidueña. Todo este territorio alcanzó una gran importancia política durante los reinados de Alfonso VII y VIII, siendo a partir de entonces Fuentidueña cabeza de la Comunidad de Villa y Tierra. De ahí que por todo el alfoz se encuentren importantes ejemplares de templos románicos, la mayoría de ellos con influencias o con trabajos directos del llamado taller de Fuentidueña cuyos ejemplos escultóricos más representativos son la pareja de aves picándose sus patas, las cabezas demoníacas, las arpías, los grifos de alas desplegadas y los personajes de rostros enormes. En la iglesia románica de San Andrés se pueden ver algunos de estos ejemplos.

## Descripción del edificio
El templo tiene claras influencias del taller de Fuentidueña cuyos maestros rurales se desplazaron por toda esta zona. Buena muestra de ello es el arco labrado de la segunda arquivolta de la puerta de entrada que se repite en la iglesia de Grado del Pico y en la soriana de Villasayas. Se edificó en época románica y sufrió alteraciones en el siglo XVIII.

### Exterior
Está construida en mampostería y sillares en la portada. El ábside es semicircular con tramo recto. Tiene los contrafuertes habituales más uno central añadido más tarde que lo desfigura además de ocultar el ventanal central. Las otras dos ventanas visibles tienen capiteles bien tallados con decoración vegetal y tema de arpías y pájaros que se pican las patas. Lo recorren dos impostas, una por encima de las ventanas y otra a la altura de su alféizar.
Lo más sobresaliente y artístico es la puerta de acceso situada en el muro norte que se mantiene intacta con su estructura románica. Consta de cuatro arquivoltas: La interna es lisa, con sus dovelas y se apoya sobre jambas. La siguiente está toda ella labrada y es la que da categoría a todo el conjunto; presenta una rosca con decoración de cabecitas demoníacas y humanas. La tercera tiene moldura de bocel —llamado también toro— y de escocia. La cuarta es lisa como la primera. Las arquivoltas se apoyan en ábacos lisos sobre jambas y columnas cuyos capiteles están esculpidos con motivos vegetales a excepción del primero de la derecha —sobre el que se apoya la arquivolta de las cabecillas—, que tiene como decoración un grifo con las alas desplegadas; es otra muestra de la influencia de los maestros del taller de Fuentidueña.
Una de sus paredes exteriores, situada al sur, está habilitada con un enfoscado para servir como frontón, una característica típica en la zona, para practicar el deporte de la Pelota segoviana.

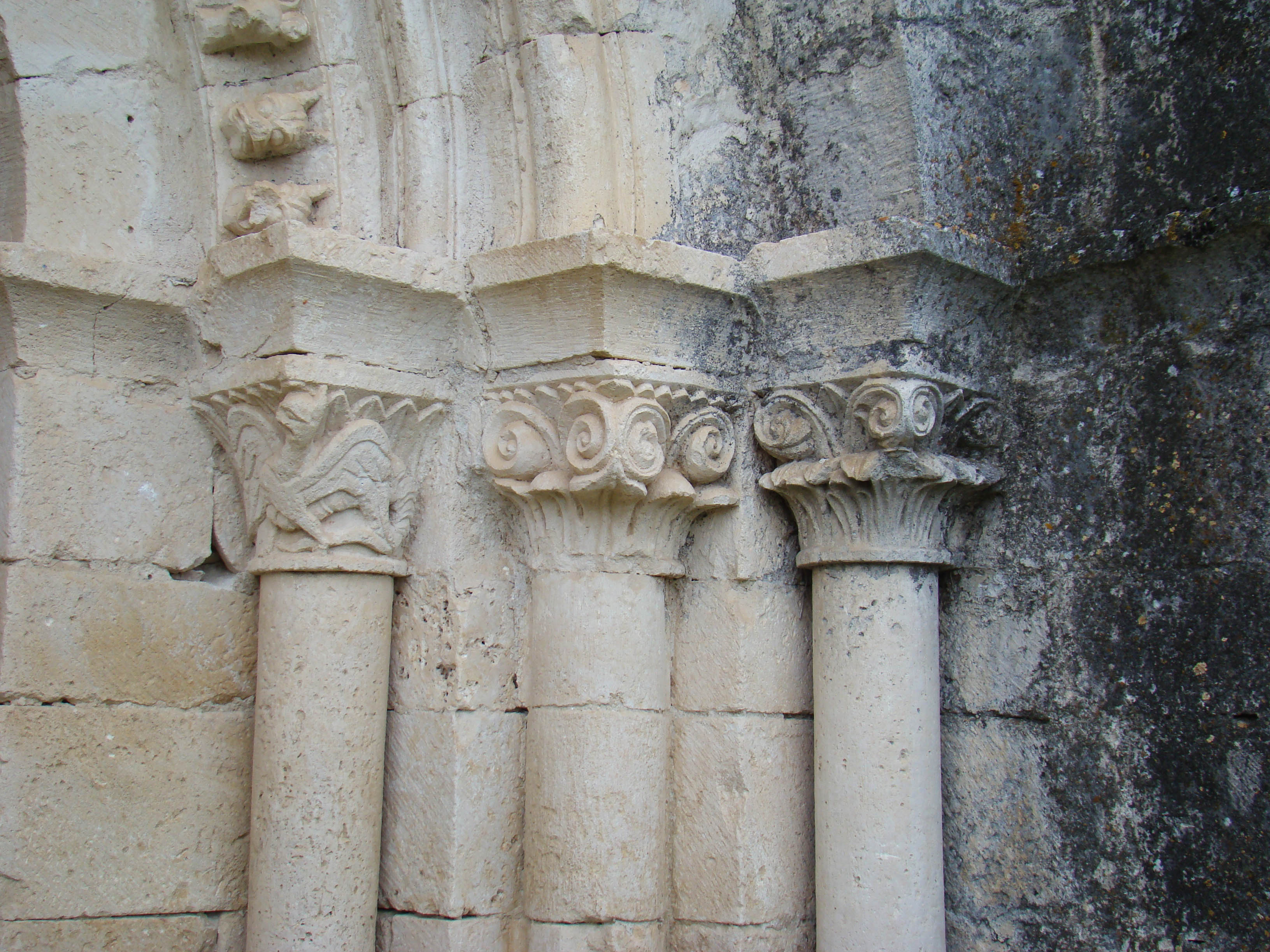
Capiteles de la portada; el de la izquierda con el tema del grifo de alas desplegadas.
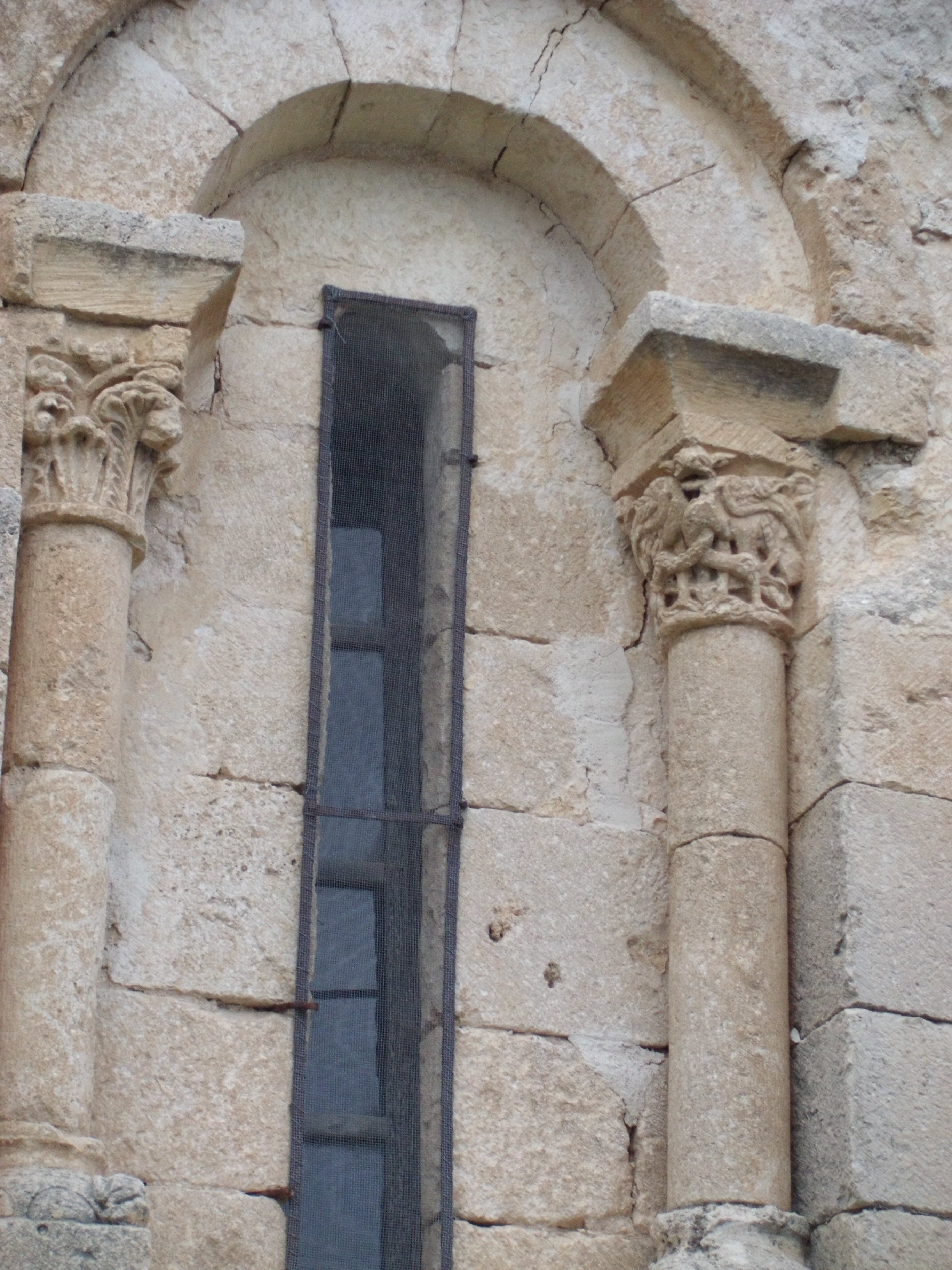
Ventana del ábside; el apitel derecho tiene pájaros que se pican las patas.
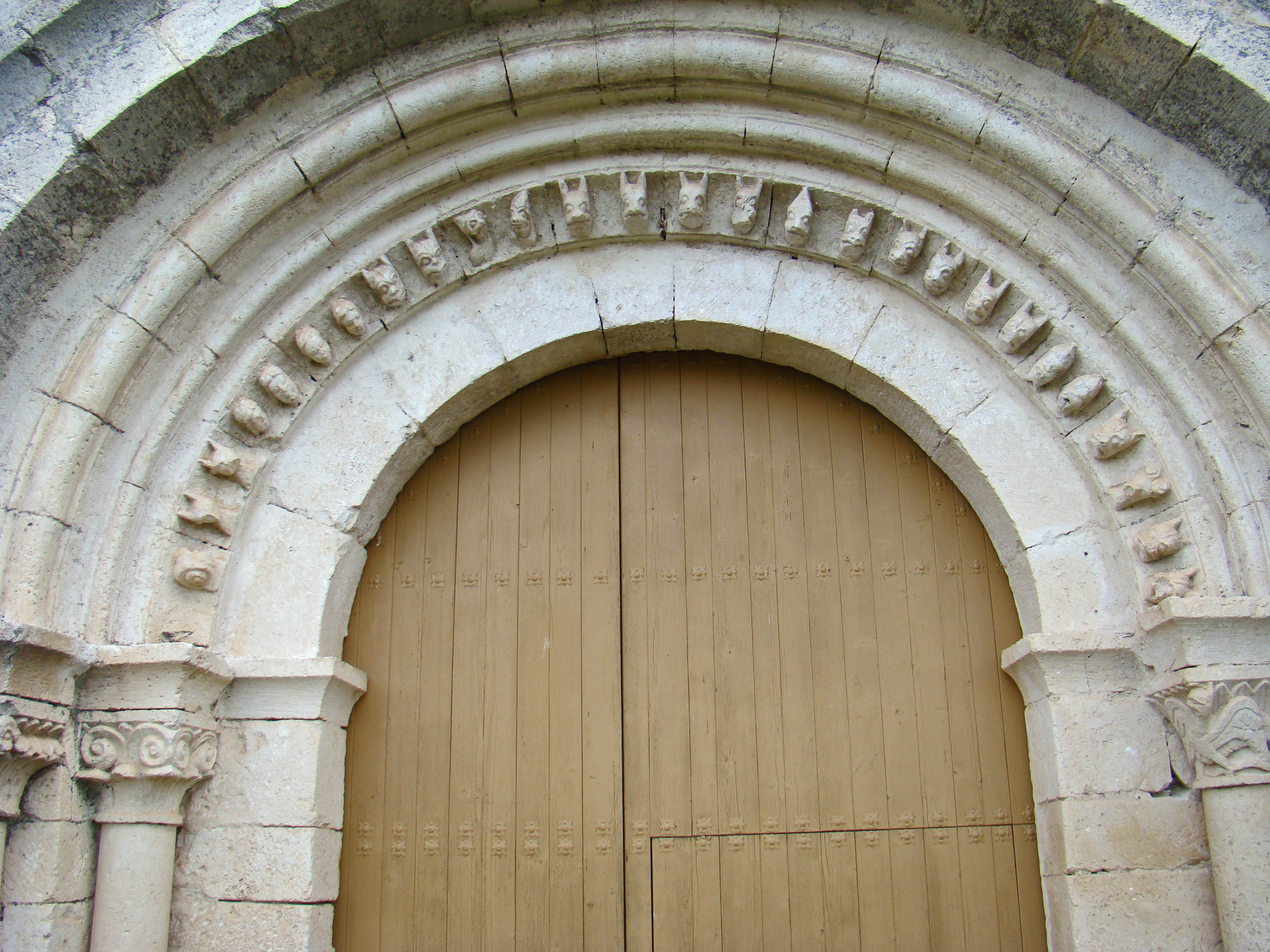
Detalle de la rosca de la arquivolta.
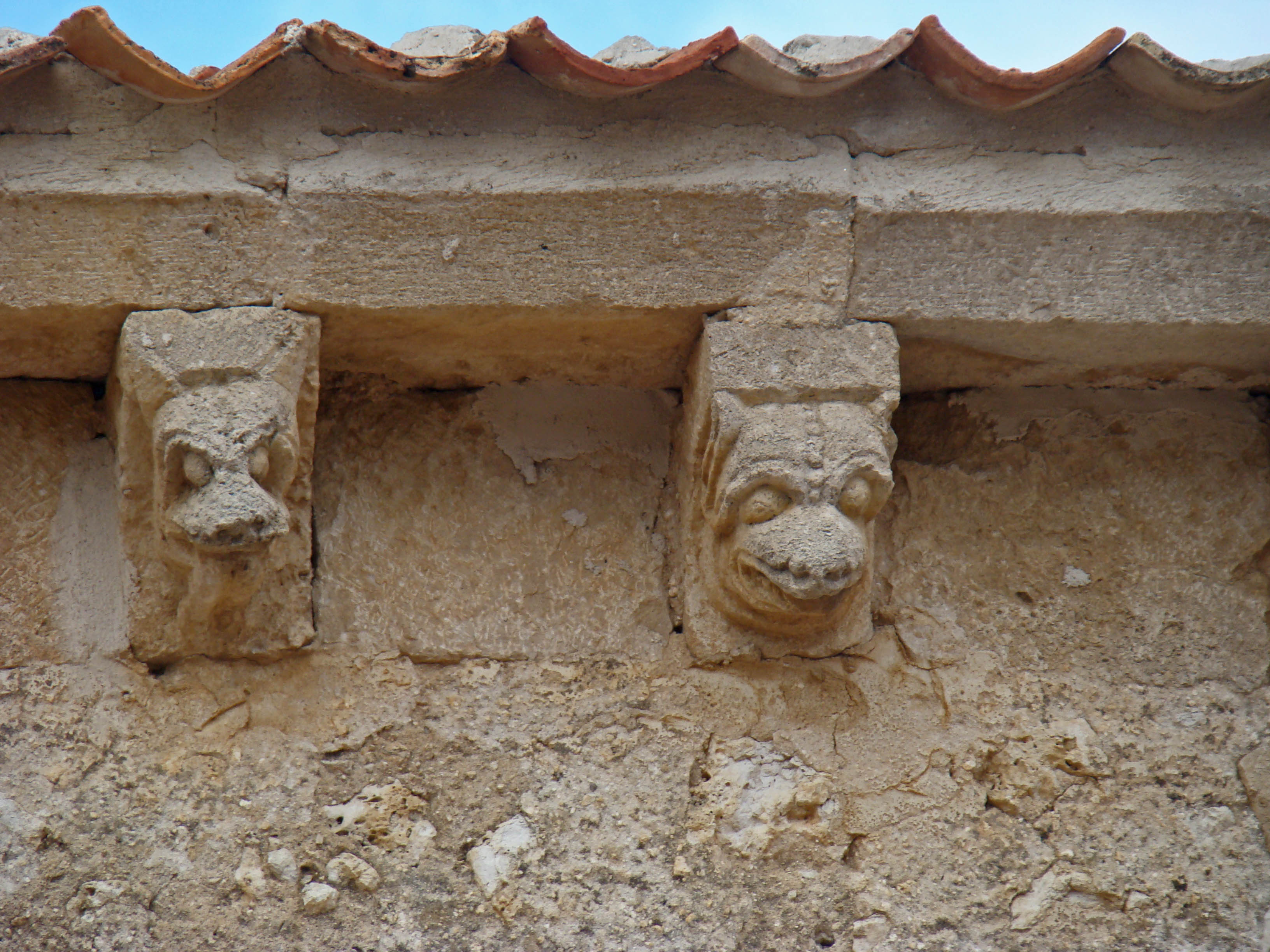
Canecillos
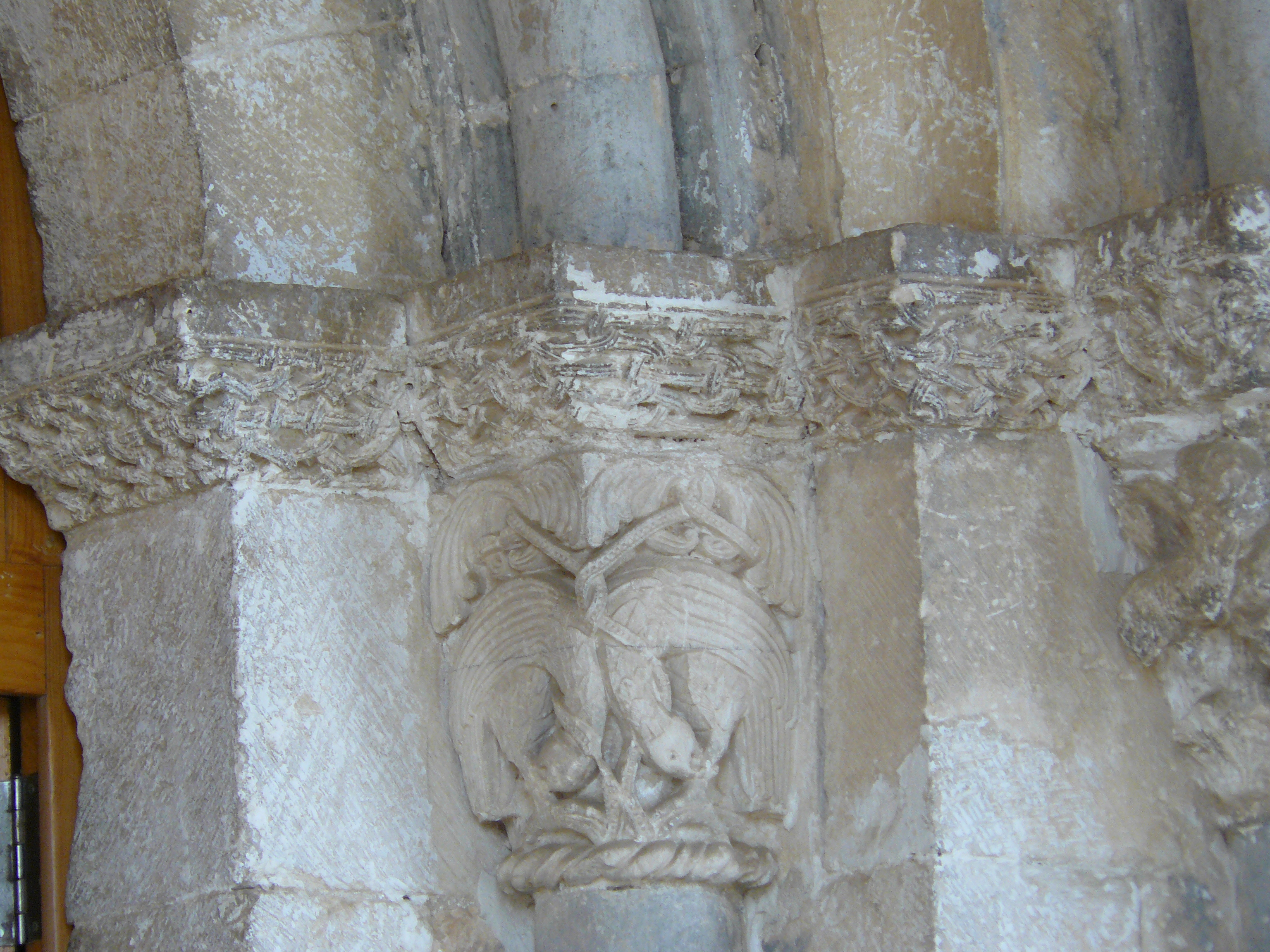
Aves que se pican las patas (Fuentidueña)

### Interior
En general, el interior está bastante modificado por las obras realizadas en el siglo XVIII. El ábside semicircular se cubre con bóveda de horno y bóveda de cañón apuntado en el tramo recto. Se conservan las arquerías ciegas y los dos ventanales laterales. El central está oculto no solo por el contrafuerte descrito sino por el retablo de época barroca.